# Ptilium schuleri
Ptilium schuleri ist ein Käfer aus der Familie der Zwergkäfer (Ptiliidae). 

## Merkmale
Die Käfer erreichen eine Körperlänge von 0,55 Millimetern. Ihr gedrungener Körper ist bräunlichgelb gefärbt und etwas heller als beim ähnlichen Ptilium myrmecophilum. Der Kopf und die Scheibe des Halsschildes sind etwas dunkler gefärbt. Die Seiten des Halsschildes sind nur schlecht erkennbar gerandet, die seitlichen Längslinien sind nur angedeutet und divergieren meistens nach vorne hin. Die Seiten der Halsschildbasis sind anders als bei P. myrmecophilum und Ptilium exaratum nicht merklich ausgeschweift. Die Deckflügel sind heller gefärbt als bei den ähnlichen Arten und haben eine gelb durchscheinende Spitze und in der Regel auch dunkler durchscheinende Längslinien auf der Scheibe. Die Fühler und Beine sind gelb gefärbt. 

## Vorkommen und Lebensweise
Die Art ist aus Österreich, Tschechien, der Slowakei, Polen und Frankreich bekannt. Die Tiere leben myrmekophil mit Lasius brunneus, Lasius fulginosus und der Roten Waldameise (Formica rufa). Man findet sie an faulenden Stümpfen von Rotbuchen.  